# المسرح في عمان
المسرح في عمان؛ تعود البدايات الأولى للمسرح في عمان مع ظهور التعليم النظامي، وكذلك الممارسات المسرحية داخل الأندية الرياضية التي ضمت عناصر عايشت التجارب المسرحية في بعض دول الخليج العربي.
إلى أن جاء مسرح الشباب عام 1980 م ليحتضن هذا الفن، تلا ذلك ظهور فرق لمسارح الشباب في مختلف محافظات ومناطق السلطنة وأيضاً فرق مسرحية أهلية، كذلك كان هنالك دور بارز للمسرح الجامعي، كل هذا ساعد على نهوض وتطوير المسرح في عمان.

## المسرح المدرسي قبل عصر النهضة العمانية
ففي البدايات الأولى لدخول النشاط المسرحي في سلطنة عمان لا بد أن نتوقف عند المدارس السعيدية الثلاث التي كانت متواجدة في السلطنة قبل عام 1970م، على اعتبار أن هذه المدارس قد تم فيها ممارسة النشاط المسرحي لأول مرة، والمدارس السعيدية الثلاث التي كانت متواجدة في السلطنة قبل عام 1970م هي: ( المدرسة السعيدية في مسقط ــ المدرسة السعيدية في مطرح ــ المدرسة السعيدية في صلالة ) كانت الفقرات التمثيلية تمثل بالعربية الفصحى أو باللغة الإنجليزية، وكانت تتناول بعض المواقف الفكاهية وتنتقد بعض العيوب الأخلاقية، كما كانت محصورة داخل جدران المدارس.. فلم تخرج إلى الجماهير العمانية، وقد خلت نصوص هذه الفترة من الابتكار والإبداع لأنها كانت تعتمد على الكتب المدرسية.

## المسرح المدرسي بعد عصر النهضة العمانية
من أهم نتائج النهضة الشاملة في عمان عام 1970م أن ظهر الاهتمام الكبير بالتعليم، وهو الأمر الذي أدى إلى افتتاح العديد من المدارس، إلا أنه كان من الملاحظ تركيز الاهتمام على العلوم الأساسية، أما النشاط المسرحي فكان الاهتمام به أقل، لذا ظل نجاح التجربة المسرحية داخل المدرسة الواحدة محدودا، واقتصر في غالبية الأحيان على اهتمام المناطق التعليمية حيث كانت تقدم بعض المسرحيات أثناء الاحتفال السنوي بيوم التربية، وهذه الاحتفالات السنوية هي التي حملت مسئولية تطوير المسرح المدرسي.

## مسرح الأندية في السلطنة
أهم المسارح التي يجب الوقوف عليها عند الحديث عن مسرح الأندية في السلطنةهو مسرح النادي الأهلي، لأنه يعتبر النموذج المثالي للتجربة المسرحية في أندية السلطنة، ومن ثم يأتي نادي عمان الذي ازدهر فيه النشاط المسرحي في فترة السبعينات، ولا نغفل ذكر التجارب المتفرقة في أندية السلطنة الأخرى سواء في العاصمة مسقط أو في محافظات ومناطق السلطنة الأخرى.

## مسرح النادي الأهلي
ساهم مسرح هذا النادي في نشر الوعي المسرحي بين أبناء عمان، كما استطاع أن يعرض ثمانية وعشرين مسرحية قصيرة – اسكتش – في فترة ست سنوات هن بداية عمر المسرح في هذا النادي منذ عام 1970م وحتى عام 1976م.

## مسرح نادي عمان
يعتبر نادي عمان من أول الأندية التي قدمت العروض المسرحية، والتي كانت بمثابة مشاهد كوميدية بسيطة تعالج بعض القضايا الاجتماعية، ولا شك أن الممثلين في هذه العروض كانوا من أبناء عمان، ولكن للأسف لم تسجل هذه العروض في سجلات النادي.. ولهذا لم نستطيع التوصل إلى طبيعة المسرحيات التي كانت تعرض على خشبة المسرح في هذا النادي، إضافة إلى عدم الاستدلال على أصل هذه المسرحيات.

## مسرح الشباب
تأسست فرقة مسرح الشباب بمسقط عام 1980 م برعاية وزارة الإعلام والشباب آنذاك كأول فرقة مسرحية رسمية في السلطنة مدعومة من قبل جهة حكومية.
ضمت الفرقة لفيفاً من الشباب والفتيات العمانيين المتحمسين، بعضهم كان يمارس الفن المسرحي لأول مرة وبعضهم كانت لدية تجارب سابقة في الأندية منهم الفنان صالح زعل الفارسي والفنانة فخرية بنت خميس العجمية والفنان سعود بن سالم الدرمكي والفنان طالب بن محمد البلوشي والفنان جمعة بن سالم الخصيبي والفنان محسن بن علي البلوشي والفنان عبد الرزاق بن علي المحرمي والفنان سعيد الهاشمي والفنان حمد بن خلفان الحضرمي والفنانة معصومة الذهب بالإضافة الى المخرج محمد بن سعيد الشنفري والمخرج عبد الكريم إبن علي جواد و المخرج  الفنان عبد الغفور البلوشي وغيرهم.
ومن الأهمية بمكان الإشارة إلى تعيين الأستاذ مصطفى حشيش لتدريب الممثلين وإخراج العروض المسرحية وأيضاً الأستاذ منصور مكاوي لتأليف نصوص مسرحية مستوحاه من البيئة العمانية كما تم إرسال مجموعة من الشباب العمانيين لجمهورية مصر العربية في دورة تدريبية لدراسة فن التمثيل بالمعهد العالي للفنون المسرحية.
كان أول عمل يقدمة مسرح الشباب هو مسرحية (( تاجر البندقية )) للكاتب الإنجليزي وليم شكسبير لتكون باكورة أعمال الفرقة، بعدها توالت العروض تباعاً بشكل ساعد في ترسيخ تقاليد العمل المسرحي وتكوين كوادر عمانية بارزة في مختلف المجالات المسرحية.
شهد مسرح الشباب تطوراً كبيراً قياساً بعمرة الزمني القصير تمثل ذلك في عدد الأعمال المقدمة وتنوعها وأيضاً الجوائز التي تحصلت عليها بعض عروضه المسرحية، خلال مشاركاتها في المسابقات الخارجية.
قدم مسرح الشباب مجموعة من المسرحيات التاريخية المستمدة موضوعاتها من التاريخ العماني العريق كمسرحية (الوطن) عام 1982 م ومسرحية ( الراية ) عام 1983 م وأيضاً مجموعة من المسرحيات الاجتماعية مثل مسرحية خيوط العنكبوت عام 1988 م ومسرحية ( مليونير بالوهم ) عام 1989م ومسرحية حلال المشاكل عام 1990 م ومسرحية المستمع عاقل والمتكلم ... ) عام 1993م .
كما قدم مسرح الشباب مسرحيات تعتمد على الأسطورة والموروث الشعبي مثل ( أوبريت الفارس ) عام 1990 م ومسرحية ( الفلج ) عام 1992 م ومسرحية ( رحلة السفينة سلطانة ) عام 1993.
ومن المسرحيات التي قدمها مسرح الشباب إقتباساً من المسرح العربي مسرحية (أريد أن أفهم عام) 1986 م ومسرحية ( الجنس اللطيف ) عام 1990 م وأيضاً قدم من المسرح العالمي بالإضافة الى مسرحية (تاجر البندقيه) و مسرحية ( عطيل ) عام 1997 م ومسرحية ( طبيب رغم أنفة ) عام 1998 م و مسرحية (مكبث) عام 2004م.

## الفــرق الأهليـة
بسبب نضج الخبرة المسرحية لدى أعضاء مسرح الشباب أدى إلى انبثاق فكرة تأسيس فرق مسرحية أهلية تحت إشراف وزارة التراث والثقافة في النصف الثاني من عقد الثمانينات وهي فرق جاءت لتواصل مسيرة المسرح العماني ويعول عليها كثيرا في تطوير الحركة المسرحية نحو المزيد من الحرفية والانتشار والتواصل مع الجمهور، وبالرجوع لتاريخ الفرق المسرحية بالسلطنة فان تاسيس (فرقة الصحوة لفنون المسرح) وهي أول الفرق ظهورا بهذا المسمى فقدمت مسرحيات عديدة وأهمها مسرحية "الصحوة الكبرى " وكذلك مسرحية " الكنز " عام 1988م ومسرحية " المفتاح ". ولتعاظم رسالة المسرح فقد أولت مختلف الأجهزة الحكومية بالسلطنة جل اهتمامها لتطوير المجال المسرحي، فعملت وزارة التراث والثقافة على تكوين نواة رئيسية لإيجاد مسرح عماني متخصص ومتكامل فتم إنشاء مسرحين مجهزين بمسقط وصلالة خصصا لتدريب الكوادر المسرحية، وكذا إقامة العروض للفرق المسرحية، ولتنظيم العمل المسرحي بالسلطنة فقد أصدرت وزارة التراث والثقافة اللوائح المنظمة لإشهار الفرق المسرحية ضمن أهداف ومسارات واضحة هيئت بذلك إلى خلق مستوى مسرحي مقنع ومحقق للطموح.
وكسبا للمعرفة والاحتكاك فقد تم إشراك الفرق في المهرجانات والملتقيات الفنية على المستوى الخارجي منها:
•	المهرجان المسرحي للفرق المسرحية الأهلية لمجلس التعاون لدول الخليج العربية.
•	مهرجان القاهرة الدولي للمسرح التجريبي.

## مشاركات الفرق المسرحية في المهرجانات الداخلية
•	مهرجان الفرق المسرحية الأهلية ضمن ( دورة جمعة الخصيبي).
•	مسابقة الفرق المسرحية الأهلية ضمن ( فعاليات الأسابيع الثقافية التي تنظم في السلطنة).
•	المهرجان الفني الأول للمسرح العماني.

## أنظر أيضا
- سلطنة عمان
- الدول العربية في الخليج العربي
- مسرح
- أدب
- فن

## وصلات خارجية
- وزارة الثقافة والرياضة والشباب (عمان)
- وزارة الإعلام (عمان)